# جائزة المعهد الأمريكي للمهندسين المعماريين الذهبية
جائزة المعهد الأمريكي للمهندسين المعماريين الذهبية(بالإنجليزية: American Institute of Architects Gold Medalأو AIA Gold Medal) هي جائزة للعمارة يمنحها المعهد الأمريكي للمهندسين المعماريين من جانب مجلس الإدارة في الاعتراف بمجمل أعمال للمعماريين ذي التأثير على نظرية وممارسة الهندسة المعمارية."
و هي أعلى جائزة تقوم بمنحها المعهد الأمريكي للمهندسين المعماريين وفي السنة الأخيرة قد طغت عليها بعض الشيء جائزة بريتزكر ذات الدعاية الأفضل.

## قائمة الفائزين بالميدالية الذهبية لجائزة منظمة أيه أي أيه للعمارة
- 2008 : رينزو بيانو (إيطاليا)
- 2007 : ادوارد لارابي بارنز (الولاي المتحدة)
- 2006 : انطوان بريدوك (الولاي المتحدة)
- 2005 : سانتياغو كاليترافا (إسبانيا)
- 2004 : صامويل موكبي (الولاي المتحدة)
- 2003 : (لم تمنح)
- 2002 : تاداو اندو (اليابان)
- 2001 : مايكل غريفز (الولاي المتحدة)
- 2000 : ريكاردو ليكوريتتا (المكسيك)
- 1999 : فرانك غيري (الولاي المتحدة)
- 1998 : (لم تمنح)
- 1997 : ريتشارد ماير (الولاي المتحدة)
- 1996 : (لم تمنح)
- 1995 : سيزار بيلي (الأرجنتين)
- 1994 :السير نورمان فوستر (المملكة المتحدة)
- 1993 : توماس جيفرسون (الولاي المتحدة)
- 1993 : كيفن روش (الولاي المتحدة)
- 1992 : بنيامين تومسون (الولاي المتحدة)
- 1991 : تشارلز ويلارد مور (الولاي المتحدة)
- 1990 : إى فاى جونز (الولاي المتحدة)
- 1989 : جوزيف إيشريك (الولاي المتحدة)
- 1988 : (لم تمنح)
- 1987 : (لم تمنح)
- 1986 : آرثر تشارلز اريكسون (كندا)
- 1985 : وليم وين كوديل (الولاي المتحدة)
- 1984 : (لم تمنح)
- 1983 : الكسندر ناثانايل أوينجز (الولاي المتحدة)
- 1982 : رومالدو جيورجولا (الولاي المتحدة)
- 1981 : جوزيف لويس سرت (إسبانيا)
- 1980 : (لم تمنح)
- 1979 : أيوه مينغ بى (الولاي المتحدة)
- 1978 : فيليب كورديليو جونسون (الولاي المتحدة)
- 1977 : ريتشارد جوزيف نيوترا (ألمانيا)
- 1976 : (لم تمنح)
- 1975 : (لم تمنح)
- 1974 : (لم تمنح)
- 1973 : (لم تمنح)
- 1972 : بيترو بيللوتشي (الولاي المتحدة)
- 1971 : لويس كاهن (الولاي المتحدة)
- 1970 : ريتشارد بوكمنستر فوللر (الولاي المتحدة)
- 1969 : ويليام ويلسون وورستر (الولاي المتحدة)
- 1968 : مارسيل لايوس بيريه (ألمانيا)
- 1967 : والاس كيركمان هاريسون (الولاي المتحدة)
- 1966 : كنزو تانج (اليابان)
- 1965 : (لم تمنح)
- 1964 : بيير لويجي نيرفي (إيطاليا)
- 1963 : ألفار آلتو (فنلندا)
- 1962 : إيرو سآرينن (فنلندا / الولاي المتحدة)
- 1961 : لو كوربوزييه (سويسرا)
- 1960 : لودفيغ ميس فان دير روه (ألمانيا)
- 1959 : ادولف جروبيز والتر (ألمانيا)
- 1958 : جون ويلبورن رووت (الولاي المتحدة)
- 1957 : رالف ووكر (الولاي المتحدة)
- 1957 : سكيدمور لويس (الولاي المتحدة)
- 1956 : كلارنس شتاين (الولاي المتحدة)
- 1955 : ويليام مارينوس دودوك (هولندا)
- 1954 : (لم تمنح)
- 1953 : وليام ادامز ديلانو (الولاي المتحدة)
- 1952 : أوغست بيريه (فرنسا)
- 1951 : رالف مايبك برنار (الولاي المتحدة)
- 1950 : السير بريك ابيركرومبي (المملكة المتحدة)
- 1949 : فرانك لويد رايت (الولاي المتحدة)
- 1948 : تشارلز دوناغ ماغيننز
- 1947 : إيليل سارينين
- 1944 : هنري لويس سوليفان (الولاي المتحدة)
- 1938 : فيليب بول كريت
- 1933 : راغنير أوستبرغ
- 1929 : ميلتون بينيت ميداري
- 1927 : هوارد فان دورين شو (الولاي المتحدة)
- 1925 : السير ادوين لاندسيير لوتينيس
- 1925 : بيرترام جروسفينور غودهوو (الولاي المتحدة)
- 1923 : هنري بيكون
- 1922 : فيكتور لالوكس
- 1914 : جان لوي باسكال
- 1911 : جورج براون بوست
- 1909 : تشارلز فوللين ماكيم (الولاي المتحدة)
- 1907 : السير استون ويب (المملكة المتحدة)

## وصلات خارجية
- موقع جائزة المعهد الأمريكي للمهندسين المعماريين